# Emilio Daniele
Emilio Daniele (Cervere, 22 ottobre 1902 – Milano, agosto 1970) è stato un violinista, paroliere, compositore, discografico ed editore musicale italiano, noto anche con gli pseudonimi De Vera e Daniele de Vera.

## Biografia
Dopo aver iniziato giovanissimo lo studio del violino, si trasferì a Torino, dove studiò questo strumento al Conservatorio Giuseppe Verdi; dopo il diploma cominciò a suonare in varie orchestre da ballo cittadine, fino ad entrare come violinista nell'orchestra del Maestro Cinico Angelini.

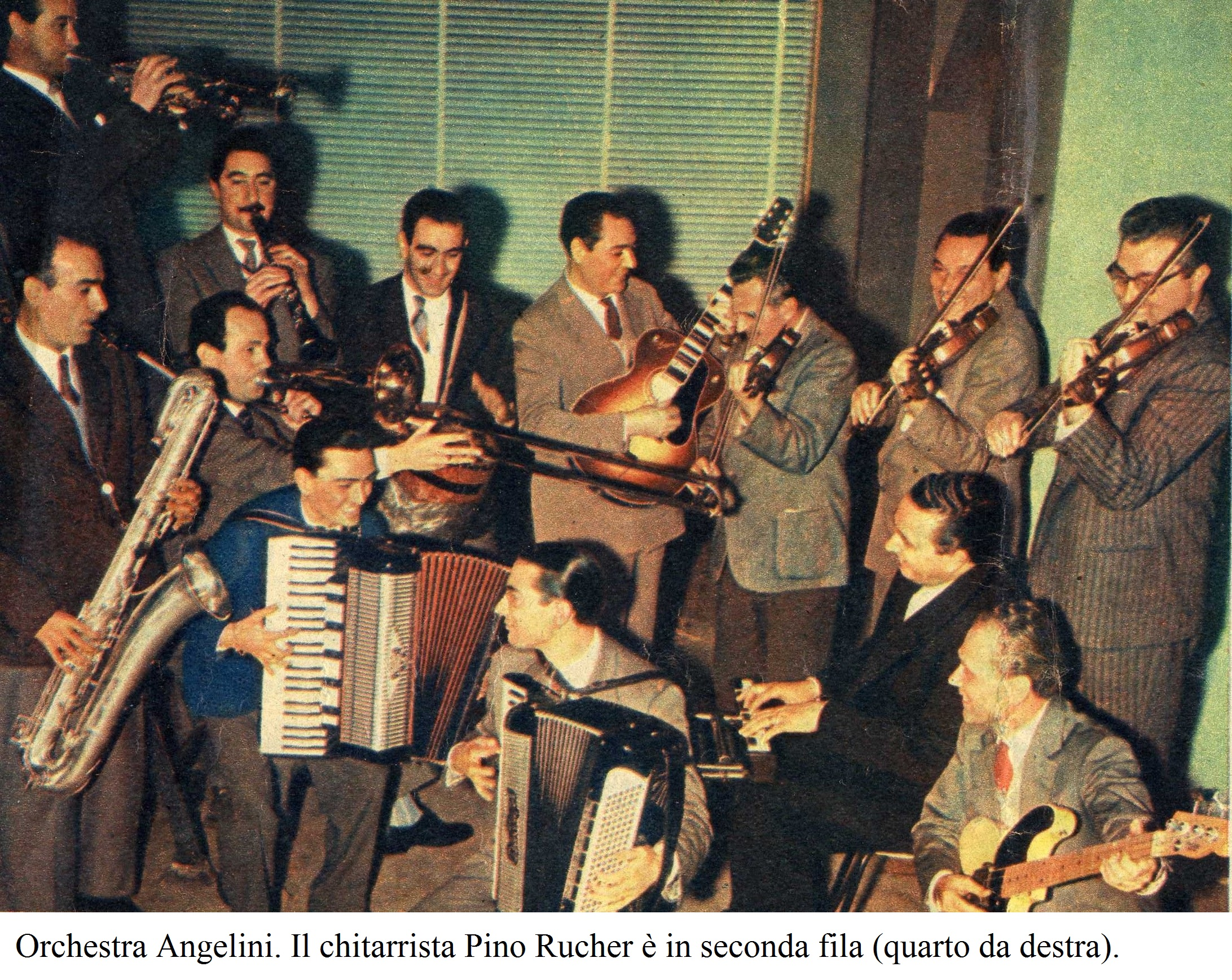
Emilio Daniele (secondo da destra) con l'Orchestra Angelini nei primi anni cinquanta; il chitarrista Pino Rucher è in seconda fila (quarto da destra) accanto al batterista Mario Maschio (terzo da sinistra)

Nel 1937 fonda le Edizioni musicali Daniele, mettendo sotto contratto musicisti come Peppino Principe, Edoardo Lucchina e Barimar.

Vecchia stampa del 1955 delle Edizioni Musicali Daniele-Milano

Nel secondo dopoguerra continua per alcuni anni a suonare con Angelini, partecipando anche alle prime edizioni del Festival di Sanremo; si trasferisce intanto a Milano e lì fonda le Edizioni Musicali Sidet, pubblicando opere di compositori come Bruno Canfora, Giovanni Fenati, Piero Rizza, Angelo Giacomazzi, Italo Salizzato e Franco Zauli.
Come autore scrive, tra le altre, Sinceramente per Paolo Bacilieri nel 1958, Basta per Adriano Celentano nel 1961 e El gondolier (Pope) per Umberto Da Preda nel 1965; amplia inoltre l'attività editoriale, creando nuove edizioni musicali (la Tornado e la Millenote) e raggruppandole con le precedenti nel Gruppo Editoriale Sidet.
Nel 1965 entra nel mondo discografico, fondando le etichette Radio Records e Las Vegas, chiamando come direttore artistico il figlio primogenito Emanuele e come collaboratori il Maestro Mario Mellier per le musiche e Luciana Medini per i testi: come produttore discografico lancia nella seconda metà degli anni '60 artisti come The Underground Set, Franco Trincale e Angelica.
Nominato Cavaliere della Repubblica dal presidente Giuseppe Saragat, muore improvvisamente nel 1970, lasciando le sue attività ai tre figli Roberto, Emanuele e Giorgio; la sua canzone Il vento lo racconterà viene incisa postuma da Fausto Leali.
Alla SIAE sono depositate 251 composizioni di cui è autore.